# Robert Downey Jr.
Robert John Downey Jr. (New York, 4 aprile 1965) è un attore e produttore televisivo statunitense.

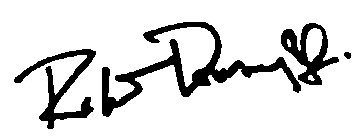
Firma di Robert Downey Jr.

Ha esordito sul grande schermo, insieme al padre Robert Downey Sr. già all'età di cinque anni. Nel 1993 è stato candidato per la prima volta all'Oscar al miglior attore e ha vinto un premio BAFTA per l'interpretazione di Charlie Chaplin nel film Charlot. Nel 2000 si è unito al cast della serie TV Ally McBeal, grazie alla quale ha ricevuto un Golden Globe per il miglior attore non protagonista in una serie e lo Screen Actors Guild Award per il miglior attore in una serie commedia. Il suo personaggio è stato eliminato dalla serie quando l'attore è stato licenziato a causa di due arresti per droga avvenuti tra la fine del 2000 e l'inizio del 2001.
A partire dal 2008, Downey si è imposto all'attenzione internazionale grazie al ruolo del supereroe Iron Man, apparendo nei film del Marvel Cinematic Universe sia nel ruolo principale, sia come membro di un cast corale o in un cameo. Nel 2009 ha recitato nel film di Guy Ritchie, Sherlock Holmes, vincendo il Golden Globe per il miglior attore in un film commedia o musicale, e nel 2011, nel sequel Sherlock Holmes - Gioco di ombre.
Inoltre è stato protagonista in The Avengers, Avengers: Age of Ultron, Iron Man 3, Captain America: Civil War, Avengers: Infinity War e Avengers: Endgame, che fanno parte dei film con i maggiori incassi di sempre. Per tre anni consecutivi, dal 2012 al 2015, è stato in cima alla lista di Forbes tra gli attori più pagati al mondo, con una stima di circa 80 milioni di dollari tra giugno 2014 e giugno 2015. Nel 2023 ha recitato nel film di Christopher Nolan, Oppenheimer, vincendo l'Oscar al miglior attore non protagonista, il Golden Globe per il miglior attore non protagonista e il BAFTA al miglior attore non protagonista.
Nel 2025 è tornato nel Marvel Cinematic Universe, nel ruolo del Dottor Destino, con un cameo ne I Fantastici Quattro - Gli inizi, e sarà protagonista in Avengers: Doomsday nel 2026 e Avengers: Secret Wars nel 2027.

## Biografia

### Infanzia e gioventù
Suo padre è il regista Robert Downey Sr., che è ebreo e di origini irlandesi. La madre, Elsie Ann Ford, con ascendenze scozzesi, tedesche e svizzere, ha recitato in alcuni film del marito Downey Sr. Downey Jr. e sua sorella, Allyson, sono cresciuti nel quartiere di New York di Greenwich Village. Fin da bambino i rapporti con suo padre erano difficili, in quanto, già all'età di sei anni, lo ha spinto a fumare marijuana. Per il padre, secondo Downey, fumare insieme a lui era l'unico modo per dimostrargli il proprio affetto, ma ciò lo ha portato, anche da adulto, ad avere problemi con l'alcol e la droga.
Durante l'infanzia ha recitato in diversi film diretti dal padre. Ha fatto il suo esordio all'età di cinque anni nel film Pound, interpretando un cucciolo, e successivamente, a sette anni, è stato nel cast di Greaser's Palace. All'età di 10 anni, mentre abitava a Londra, ha frequentato la Perry House School a Chelsea e ha studiato danza classica. Dopo il divorzio dei genitori, avvenuto quando lui aveva 13 anni, si è trasferito con il padre in California, dove ha frequentato la Santa Monica High School. A 17 anni, nel 1982, è tornato a New York per studiare performance art alla Stagedoor Manor. Downey e Kiefer Sutherland, che hanno recitato insieme per 1969 - I giorni della rabbia, per tre anni sono stati coinquilini, quando si è trasferito nuovamente a Hollywood per intraprendere la carriera di attore.

### Esordio e successo di critica (1983-1996)

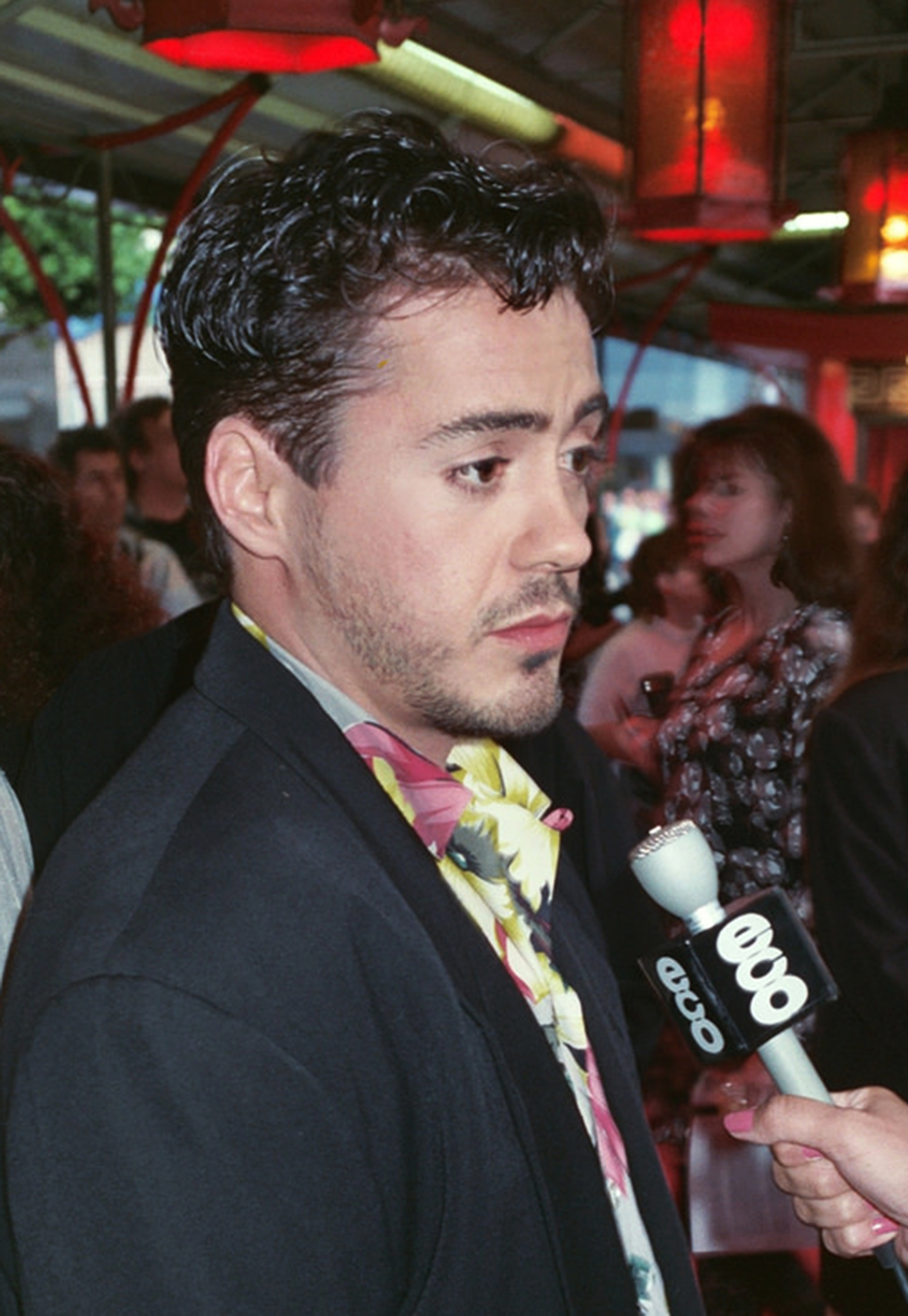
Robert Downey Jr. alla prima di Air America (1990)

Ha fatto il suo esordio al Joyce Theater nel 1983, nella produzione di American Passion di Norman Lear. Nel 1985 è entrato nel cast di Saturday Night Live, ma, dopo un anno di critiche, Downey, e la maggior parte del cast, sono stati rimpiazzati. Rolling Stone ha nominato l'attore come il peggiore membro del cast del SNL. Nello stesso anno ha fatto parte del cast di Ultima occasione, per poi interpretare la parte di un bullo nel film comico La donna esplosiva, diretto da John Hughes. Il suo primo ruolo da protagonista è stato con Molly Ringwald in Ehi... ci stai? nel 1987. Grazie a questi e altri film legati alla cultura degli adolescenti degli anni ottanta, è stato inserito nel gruppo Brat Pack. Nel 1987 ha interpretato il ruolo di Julian Wells, un ricco ragazzo tossicodipendente che perde velocemente controllo sulla sua vita nel film, Al di là di tutti i limiti, tratto da Meno di zero, primo romanzo di Bret Easton Ellis. La sua elogiata performance gli ha aperto le porte per film come Uno strano caso, diretto da Emile Ardolino, Air America, con l'amico e collega Mel Gibson, e Bolle di sapone nel 1991.
Nel 1992 ha interpretato Charlie Chaplin in Charlot, per il quale si è preparato con gran cura, imparando a suonare il violino, giocare a tennis con la mano sinistra e a imitare la postura e le movenze di Chaplin, con un insegnante personale. Per il ruolo, Downey è stato candidato all'Oscar al miglior attore e al Golden Globe per il miglior attore in un film drammatico, vincendo il suo primo premio BAFTA al miglior attore protagonista nel 1993. Nel 1993 è apparso nel film 4 fantasmi per un sogno, con Alfre Woodard e Kyra Sedgwick e America oggi con Matthew Modine e Julianne Moore, con il quale si è aggiudicato la Coppa Volpi speciale al miglior cast alla Mostra internazionale d'arte cinematografica di Venezia e il Golden Globe Speciale per il miglior cast. Lo stesso anno è apparso anche in un documentario basato sulle campagne presidenziali del 1992 intitolato The Last Party, scritto da lui stesso.

### Problemi di droga (1996-2001)

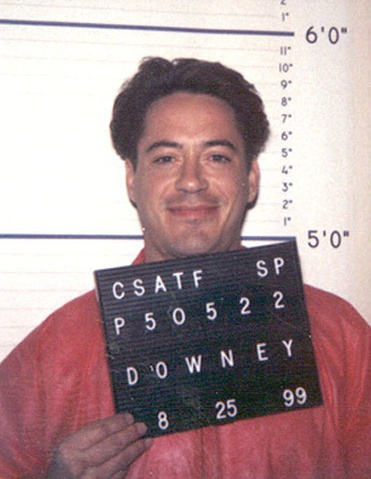
Robert Downey Jr. dopo l'arresto del 1999

Tra il 1996 e il 2001 Downey è stato arrestato diverse volte con accuse legate al possesso e al consumo di droga, sostenendo diversi programmi di riabilitazione, ma senza successo. Nel giugno del 1996, è stato arrestato per possesso di eroina, cocaina e di una pistola .357 Magnum. Un mese dopo, in libertà per buona condotta, è stato arrestato per violazione di domicilio dopo essersi addormentato ubriaco nella casa del suo vicino, ed è stato condannato a tre anni di libertà condizionale con obbligo di test di droga periodici. Nel 1997 ha saltato un test ed è stato condannato a sei mesi di detenzione nella Los Angeles County Jail. Nel 1999 ha saltato un altro test, per cui è stato arrestato un'altra volta. Difeso da John Stewart Holden è stato condannato a una pena detentiva di tre anni presso una struttura riabilitativa californiana: il Corcoran II. Al momento dell'arresto, erano pronti diversi progetti cinematografici, con l'eccezione di In Dreams, che gli è stato permesso di completare. Era stato anche assunto per interpretare il diavolo in una serie animata della NBC, God, the Devil and Bob, ma è stato licenziato quando non è riuscito a presentarsi per le prove.
Nel 2000 è stato rilasciato anticipatamente dopo quasi un anno di detenzione. Una settimana dopo, Downey si è unito al cast della serie televisiva Ally McBeal, recitando accanto a Calista Flockhart. Per questa interpretazione, l'anno successivo, è stato candidato per un premio Emmy come migliore attore non protagonista in una serie commedia e ha vinto un Golden Globe come miglior attore non protagonista in una serie. Nonostante il successo, Downey ha ritenuto che la sua performance in quella serie è stata sopravvalutata e ha dichiarato: "Era il mio punto più basso in termini di dipendenza. A quel punto non mi importava se non avessi più recitato". È anche apparso come scrittore e cantante nell'album di Vonda Shepard con la colonna sonora di Ally McBeal; ha inoltre duettato con Sting, cantando Every Breath You Take, in un episodio della serie.
Prima della fine della prima stagione in Ally McBeal, è stato nuovamente arrestato per possesso di cocaina e Valium. Durante il processo, ha firmato comunque il contratto per comparire in almeno altri otto episodi. Nell'aprile 2001, mentre si trovava in libertà vigilata, un poliziotto lo ha trovato a vagare a piedi nudi nei pressi di Culver City, vicino a Los Angeles, sotto l'effetto di cocaina. Dopo questo ultimo arresto, il produttore David E. Kelley e altri dirigenti di Ally McBeal hanno deciso di riscrivere lo show e hanno licenziato Downey. L'arresto di Culver City gli è anche costato il ruolo nel film I perfetti innamorati. La successiva incarcerazione ha costretto Mel Gibson a chiudere la produzione teatrale programmata di Amleto, per cui Downey era stato scritturato nel gennaio 2001. Al processo nel luglio 2001 l'attore non è stato condannato, ma inviato in riabilitazione e in libertà vigilata per tre anni. Tutto ciò grazie a una legge, la "California Proposition 36", emanata l'anno prima per aiutare tossicodipendenti non violenti a superare le loro assuefazione, piuttosto che finire in carcere.

### Ritorno (2001-2008)

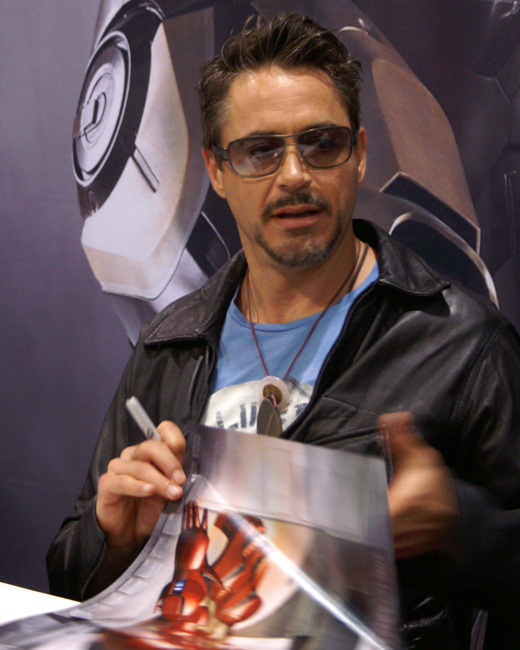
Robert Downey Jr. al Comic Con nel 2007

Downey ha ottenuto il suo primo lavoro, dopo il processo, nell'agosto del 2001, nel video di I Want Love di Elton John, per la regia di Sam Taylor-Wood. Nel 2003, per intercessione di Mel Gibson, con il quale aveva lavorato in Air America, ha preso parte a The Singing Detective. Lo stesso anno, è stato nel cast di Gothika, prodotto da Joel Silver, con cui, tramite l'allora fidanzata Susan Levin, ha stretto un rapporto di amicizia e che lo ha aiutato a ottenere il ruolo in Kiss Kiss Bang Bang. Il 23 novembre del 2004, Downey ha pubblicato il suo album musicale di esordio, The Futurist, con l'etichetta Sony Classical, per il quale ha disegnato la copertina con il figlio Indio. L'album ha ricevuto recensioni contrastanti. Dopo Gothika, Downey ha ricoperto una serie di ruoli da protagonista e coprotagonista, anche in alcuni film semi-indipendenti: Guida per riconoscere i tuoi santi, Good Night, and Good Luck., A Scanner Darkly - Un oscuro scrutare, nel quale Downey ha interpretato proprio il ruolo di un tossicodipendente, e Fur - Un ritratto immaginario di Diane Arbus, diretto da Steven Shainberg, con Nicole Kidman.
Ha partecipato inoltre alla commedia thriller Kiss Kiss Bang Bang, diretta da Shane Black, e al film Disney Shaggy Dog - Papà che abbaia... non morde. Nel 2006, è stato un doppiatore guest star nel cartone I Griffin, nell'episodio Se non son matti, interpretando il personaggio di Patrick Pewterschmidt. Nello stesso anno ha firmato un contratto con la casa editrice, HarperCollins, per la scrittura di un libro di memorie. Nel 2008, tuttavia, ha restituito l'anticipo ricevuto, annullando il progetto. Nel 2007, è apparso nel film Charlie Bartlett e nel thriller di David Fincher Zodiac, basato sulla vicenda reale di un serial killer statunitense degli anni 1960 e 1970, il Killer dello Zodiaco, interpretando il ruolo del giornalista del San Francisco Chronicle Paul Avery.

### Riconoscimento internazionale (2008-presente)

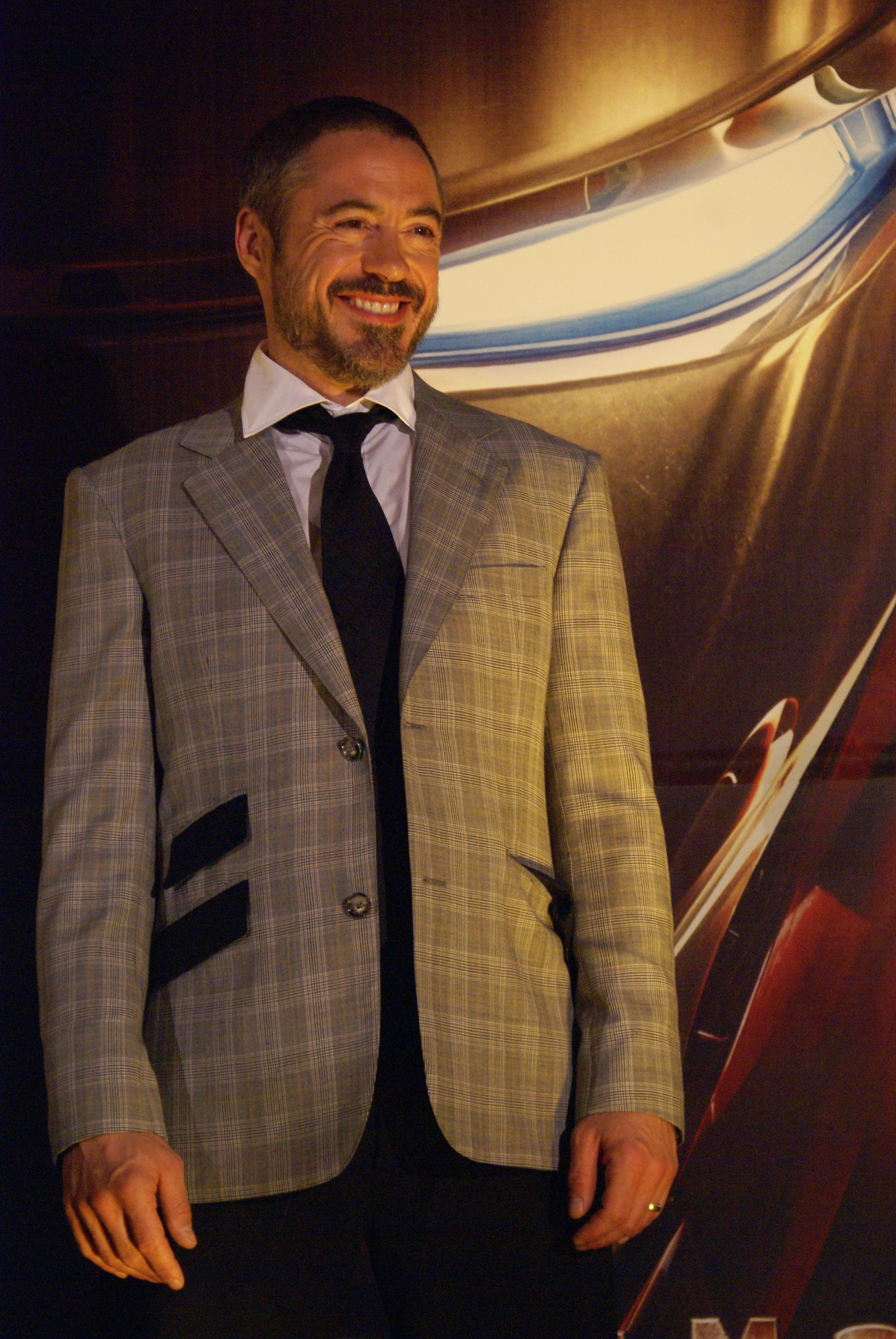
Robert Downey Jr. a Città del Messico per la promozione di Iron Man (2008)

Nel 2006 è stato scritturato per recitare la parte di Tony Stark nel film Iron Man, diretto da Jon Favreau, che ha dovuto convincere la produzione a puntare su di lui grazie alla notevole popolarità. Il film è stato distribuito negli Stati Uniti il 2 maggio 2008. Downey ha ricevuto critiche molto positive per il ruolo venendo descritto come il "punto di luce" del film. Dopo Iron Man, ha recitato con Ben Stiller e Jack Black in un altro film estivo del 2008, diretto da Stiller, Tropic Thunder. Le tre stelle hanno interpretato tre attori hollywoodiani che vengono scritturati per recitare in un film intitolato Tropic Thunder. Downey ha interpretato Kirk Lazarus, un attore australiano, vincitore di cinque Oscar e promotore del metodo attoriale, che giunge persino a scurirsi chirurgicamente la pelle per poter interpretare il sergente afroamericano Lincoln Osiris. Uscito il 13 agosto 2008, è stato un successo di critica e l'attore candidato sia al Golden Globe 2009 sia all'Oscar 2009 come migliore attore non protagonista. Sempre nel 2009 è stato nel cast del film Il solista. Il 25 dicembre 2009 è uscito Sherlock Holmes, che ha ottenuto ottimi incassi. Grazie al ruolo, Downey, ha vinto il Golden Globe per il miglior attore in un film commedia o musicale.

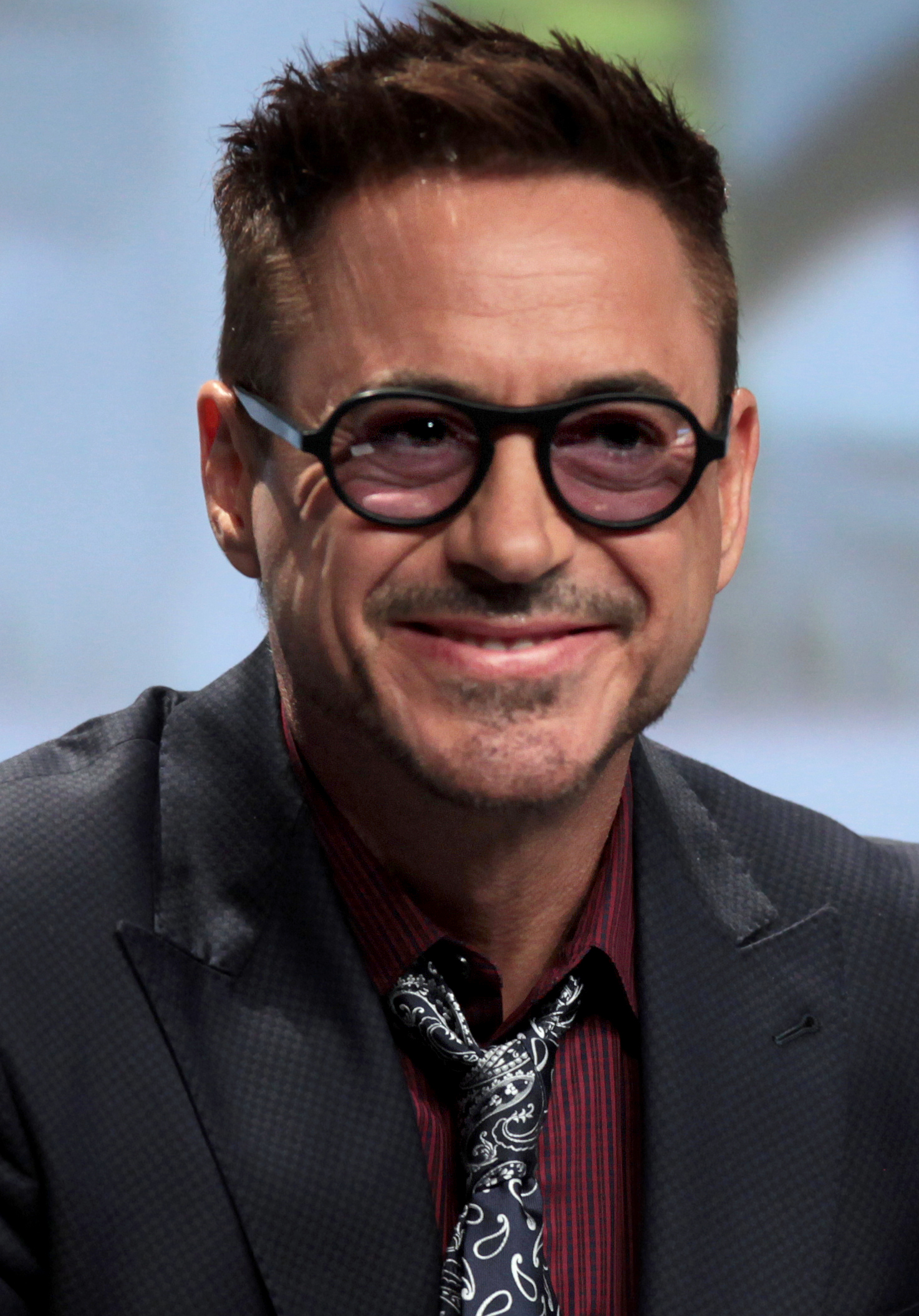
Robert Downey Jr. in California in un'intervista per Avengers: Age of Ultron (2015)

Dopo il grande successo del 2008 di Iron Man, è apparso in un cameo alla fine del film del 2008 L'incredibile Hulk, per poi riprendere il ruolo di Tony Stark in Iron Man 2, uscito nel maggio 2010. Sempre nel 2010 è stato protagonista della commedia Parto col folle, co-interpretata da Zach Galifianakis. Nel 2011 ha recitato nel sequel di Sherlock Holmes, Sherlock Holmes - Gioco di ombre. Nel 2012 ha ripreso il ruolo di Tony Stark / Iron Man in The Avengers, diretto da Joss Whedon. Il film ha ricevuto recensioni positive ed è il nono film di maggior incasso di tutti i tempi, con più di un miliardo e mezzo di dollari di incasso. Downey è stato elogiato per il suo carisma e, soprattutto, per essere di fatto il leader degli Avengers. Ha ripreso il ruolo di Tony Stark in Iron Man 3 (2013), Avengers: Age of Ultron (2015), Captain America: Civil War (2016), Spider-Man: Homecoming (2017), Avengers: Infinity War (2018), che, con un incasso di oltre 2 miliardi di dollari, è diventato il quinto film di maggior incasso di tutti i tempi, in Avengers: Endgame (2019), che è diventato il film di maggior incasso di tutti i tempi, e in Spider-Man: Far from Home (2019), in cui è apparso tramite filmati d'archivio presi da Captain America: Civil War.
Nel 2014, tramite la casa di produzione "Team Downey", aperta con sua moglie Susan, ha prodotto un proprio film indipendente, The Judge, presentato in apertura al Festival Internazionale del Cinema di Toronto. Nel 2015, ormai riabilitato da anni, ha ottenuto la grazia formale del governatore Jerry Brown e la cancellazione dei precedenti penali per i reati di possesso di droga, possesso non autorizzato di armi, rissa e guida in stato d'ebbrezza per cui era stato condannato nel 1996 e nel 1999. Il tribunale californiano ha "evidenziato che dopo il suo rilascio dal carcere Downey Jr. ha vissuto in modo onesto e retto, mostrando doti morali e comportandosi come un cittadino rispettoso della legge". Nel 2018 è stato scelto per interpretare il dottor Dolittle in Dolittle, basato sugli omonimi romanzi delle avventure del dottor John Dolittle; il film è stato diretto da Stephen Gaghan, co-prodotto dalla sua casa di produzione "Team Downey" ed è stato distribuito negli Stati Uniti il 17 gennaio 2020. Nel 2019 è stato annunciato il ritorno di Downey nel sequel di Sherlock Holmes - Gioco di ombre, con Dexter Fletcher come regista.
Nel 2023 ha interpretato Lewis Strauss nel film Oppenheimer, diretto da Christopher Nolan, con cui ha vinto l'Oscar al miglior attore non protagonista, il Golden Globe per il miglior attore non protagonista e il BAFTA al miglior attore non protagonista. L'anno successivo è stato protagonista e produttore esecutivo della miniserie televisiva Il simpatizzante, e ha esordito a Broadway come protagonista del dramma McNeal di Ayad Akhtar. Nel 2025 è tornato nel Marvel Cinematic Universe, questa volta nel ruolo del Dottor Destino, con un cameo non accreditato nel film I Fantastici Quattro - Gli inizi, ruolo che riprenderà anche in Avengers: Doomsday (2026) e Avengers: Secret Wars (2027).

## Vita privata
Dal 1984 al 1991 ha avuto una relazione con l'attrice Sarah Jessica Parker. Il 28 maggio 1992 ha sposato la musicista Deborah Falconer, dalla quale ha avuto il suo primo figlio, Indio, nato il 7 settembre 1993. La coppia ha divorziato ufficialmente nel 2004, dopo dodici anni di matrimonio. Il 27 agosto 2005 ha sposato la produttrice Susan Levin, incontrata sul set di Gothika nel 2003. La coppia ha avuto un figlio, Exton Elias Downey, nato il 7 febbraio 2012 e una figlia, Avri Roel Downey, nata il 4 novembre 2014.

### Dipendenza e sobrietà
Downey ha affermato di essere libero dalla droga dal luglio 2003, e ha attribuito il merito alla moglie, la famiglia, la meditazione, lo yoga e la pratica del Wing Chun. Ha imparato il kung fu da Eric Oram, consulente di scene di lotta in molti film di Downey. Oram è stato anche il coordinatore personale delle scene di lotta di Downey per Avengers: Age of Ultron e Captain America: Civil War.

## Impegno sociale
Nel 2015 Downey ha regalato a un bambino nato senza un braccio una protesi dalle fattezze del braccio di Iron Man, con cui poter compiere le operazioni di un braccio naturale.

## Filmografia

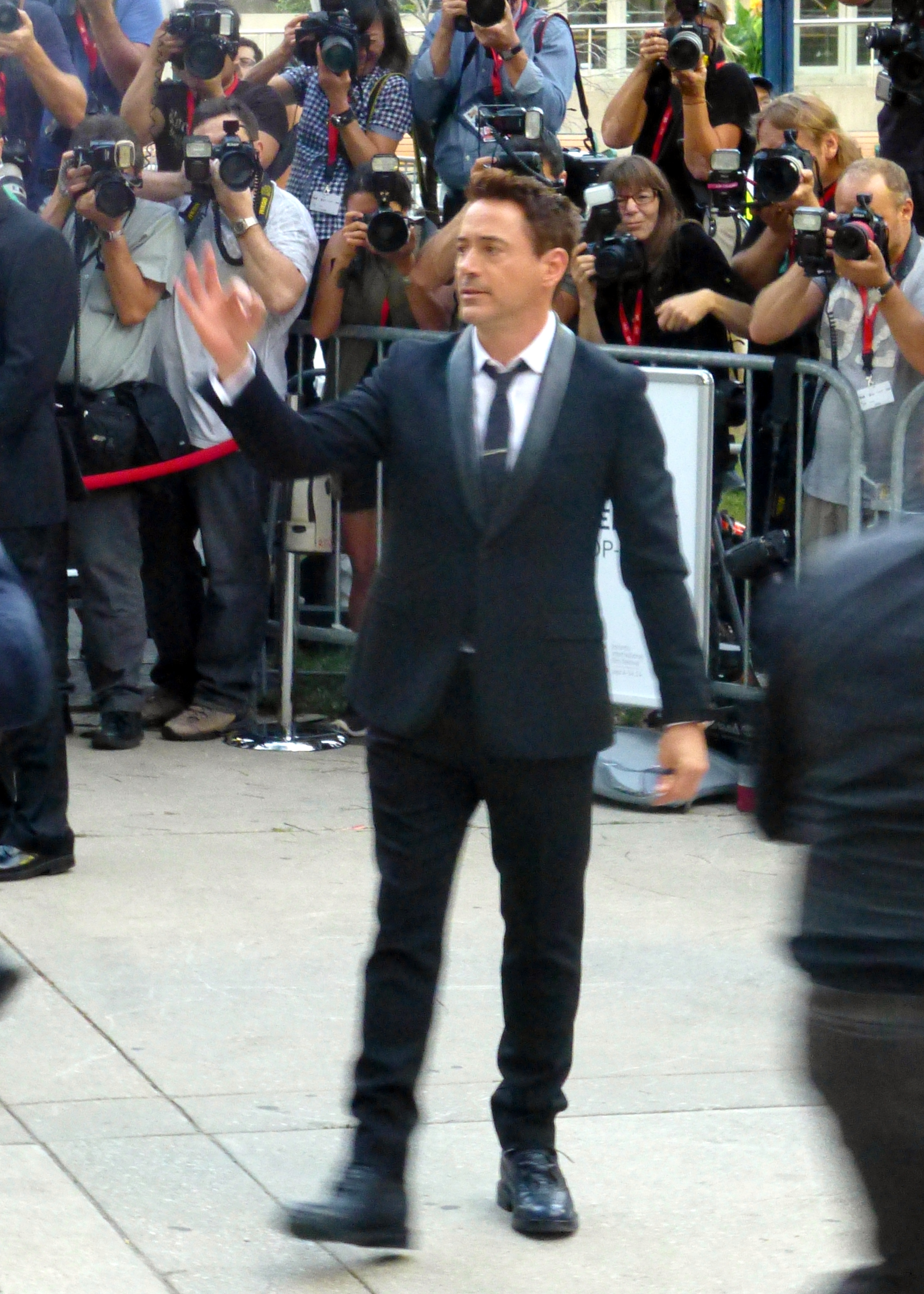
Robert Downey Jr. nel 2014 al Toronto International Film Festival per la prima di The Judge

### Attore

#### Cinema
- Pound, regia di Robert Downey Sr. (1970)
- Greaser's Palace, regia di Robert Downey Sr. (1972)
- Moment to Moment, regia di Robert Downey Sr. (1975)
- Up the Academy, regia di Robert Downey Sr. (1980)
- Promesse, promesse (Baby It's You), regia di John Sayles (1983)
- Firstborn, regia di Michael Apted (1984)
- Ultima occasione (Tuff Turf), regia di Fritz Kiersch (1985)
- La donna esplosiva (Weird Science), regia di John Hughes (1985)
- A scuola con papà (Back to School), regia di Alan Matter (1986)
- America, regia di Robert Downey Sr. (1986)
- Ehi... ci stai? (The Pick-up Artist), regia di James Toback (1987)
- Al di là di tutti i limiti (Less Than Zero), regia di Marek Kanievska (1987)
- La grande promessa (Johnny Be Good), regia di Bud S. Smith (1988)
- Rented Lips, regia di Robert Downey Sr. (1988)
- 1969 - I giorni della rabbia (1969), regia di Ernest Thompson (1988)
- That's Adequate, regia di Harry Hurwitz (1989)
- Verdetto finale (True Believer), regia di Joseph Ruben (1989)
- Uno strano caso (Chances Are), regia di Emile Ardolino (1989)
- Air America, regia di Roger Spottiswoode (1990)
- Too Much Sun, regia di Robert Downey Sr. (1991)
- Bolle di sapone (Soapdish), regia di Michael Hoffman (1991)
- Charlot (Chaplin), regia di Richard Attenborough (1992) – Charlie Chaplin
- 4 fantasmi per un sogno (Heart and Souls), regia di Ron Underwood (1993)
- America oggi (Short Cuts), regia di Robert Altman (1993)
- The Last Party, regia di Marc Levin e Marc Benjamin (1993)
- Hail Caesar, regia di Anthony Michael Hall (1994)
- Assassini nati - Natural Born Killers (Natural Born Killers), regia di Oliver Stone (1994)
- Only You - Amore a prima vista (Only You), regia di Norman Jewison (1994)
- Riccardo III (Richard III), regia di Richard Loncraine (1995)
- A casa per le vacanze (Home for the Holidays), regia di Jodie Foster (1995)
- Restoration - Il peccato e il castigo (Restoration), regia di Michael Hoffman (1995)
- Mr. Willowby's Christmas Tree, regia di Jon Stone - cortometraggio (1995)
- Danger Zone, regia di Allan Eastman (1996)
- Complice la notte (One Night Stand), regia di Mike Figgis (1997)
- Two Girls and a Guy, regia di James Toback (1997)
- Piscine - Incontri a Beverly Hills (Hugo Pool), regia di Robert Downey Sr. (1997)
- Conflitto d'interessi (The Gingerbread Man), regia di Robert Altman (1998)
- U.S. Marshals - Caccia senza tregua (U.S. Marshals), regia di Stuart Baird (1998)
- In Dreams, regia di Neil Jordan (1999)
- Friends & Lovers, regia di George Haas (1999)
- Bowfinger, regia di Frank Oz (1999)
- Black & White, regia di James Toback (1999)
- Wonder Boys, regia di Curtis Hanson (2000)
- Auto Motives, regia di Lorraine Bracco - cortometraggio (2000)
- Lethargy, regia di David Gelb & Joshua Safdie - cortometraggio (2002)
- Whatever We Do, regia di Kevin Connolly - cortometraggio (2003)
- The Singing Detective, regia di Keith Gordon (2003)
- Gothika, regia di Mathieu Kassovitz (2003)
- Eros, di registi vari (2004)
- Game 6, regia di Michael Hoffman (2005)
- Kiss Kiss Bang Bang, regia di Shane Black (2005)
- Good Night, and Good Luck., regia di George Clooney (2005)
- Guida per riconoscere i tuoi santi (A Guide to Recognizing Your Saints), regia di Dito Montiel (2006)
- Shaggy Dog - Papà che abbaia... non morde (The Shaggy Dog), regia di Brian Robbins (2006)
- A Scanner Darkly - Un oscuro scrutare (A Scanner Darkly), regia di Richard Linklater (2006)
- Fur - Un ritratto immaginario di Diane Arbus (Fur: An Imaginary Portrait of Diane Arbus), regia di Steven Shainberg (2006)
- Zodiac, regia di David Fincher (2007)
- Le regole del gioco (Lucky You), regia di Curtis Hanson (2007)
- Charlie Bartlett, regia di Jon Poll (2007)
- Iron Man, regia di Jon Favreau (2008) – Tony Stark / Iron Man
- L'incredibile Hulk (The Incredible Hulk), regia di Louis Leterrier (2008) – cameo; Tony Stark / Iron Man
- Tropic Thunder, regia di Ben Stiller (2008)
- Il solista (The Soloist), regia di Joe Wright (2009)
- Sherlock Holmes, regia di Guy Ritchie (2009) – Sherlock Holmes
- Iron Man 2, regia di Jon Favreau (2010) – Tony Stark / Iron Man
- Love & Distrust, di registi vari (2010)
- Parto col folle (Due Date), regia di Todd Phillips (2010)
- Sherlock Holmes - Gioco di ombre (Sherlock Holmes: A Game of Shadows), regia di Guy Ritchie (2011) – Sherlock Holmes
- The Avengers, regia di Joss Whedon (2012) – Tony Stark / Iron Man
- Iron Man 3, regia di Shane Black (2013) – Tony Stark / Iron Man
- Chef - La ricetta perfetta (Chef), regia di Jon Favreau (2014)
- The Judge, regia di David Dobkin (2014)
- Avengers: Age of Ultron, regia di Joss Whedon (2015) – Tony Stark / Iron Man
- Captain America: Civil War, regia di Anthony e Joe Russo (2016) – Tony Stark / Iron Man
- The Nice Guys, regia di Shane Black (2016) - cameo non accreditato
- Spider-Man: Homecoming, regia di Jon Watts (2017) – Tony Stark / Iron Man
- Avengers: Infinity War, regia di Anthony e Joe Russo (2018) – Tony Stark / Iron Man
- Avengers: Endgame, regia di Anthony e Joe Russo (2019) – Tony Stark / Iron Man
- Dolittle, regia di Stephen Gaghan (2020) – Dottor Dolittle
- Oppenheimer, regia di Christopher Nolan (2023) – Lewis Strauss
- I Fantastici Quattro - Gli inizi, regia di Matt Shakman (2025) – cameo non accreditato; Victor Von Doom / Dottor Destino

#### Televisione
- Ally McBeal – serie TV, 23 episodi (2000-2002)
- Il simpatizzante (The Sympathizer), regia di Park Chan-wook, Fernando Meirelles e Marc Munden – miniserie TV, 7 puntate (2024)

#### Documentari
- Hubert Selby Jr: It/ll Be Better Tomorrow, regia di Michael W. Dean e Kenneth Shiffrin (2005)
- Sr., regia di Chris Smith (2022)

#### Videoclip
- I Want Love, singolo di Elton John (2001)

### Produttore

#### Cinema
- The Judge, regia di David Dobkin (2014)
- Dolittle, regia di Stephen Gaghan (2020)

#### Televisione
- Perry Mason – serie TV, 16 episodi (2020-2023)
- Sweet Tooth – serie TV, 24 episodi (2021-2024)
- Il simpatizzante (The Sympathizer), regia di Park Chan-wook, Fernando Meirelles e Marc Munden – miniserie TV, 7 puntate (2024)

## Teatro
- McNeal di Ayad Akhtar, regia di Bartlett Sher. Vivian Beaumont Theater di Broadway (2024)

## Discografia

### Album in studio
- 2004 – The Futurist

### Singoli
- 2005 – Man Like Me

## Riconoscimenti
- Premio Oscar

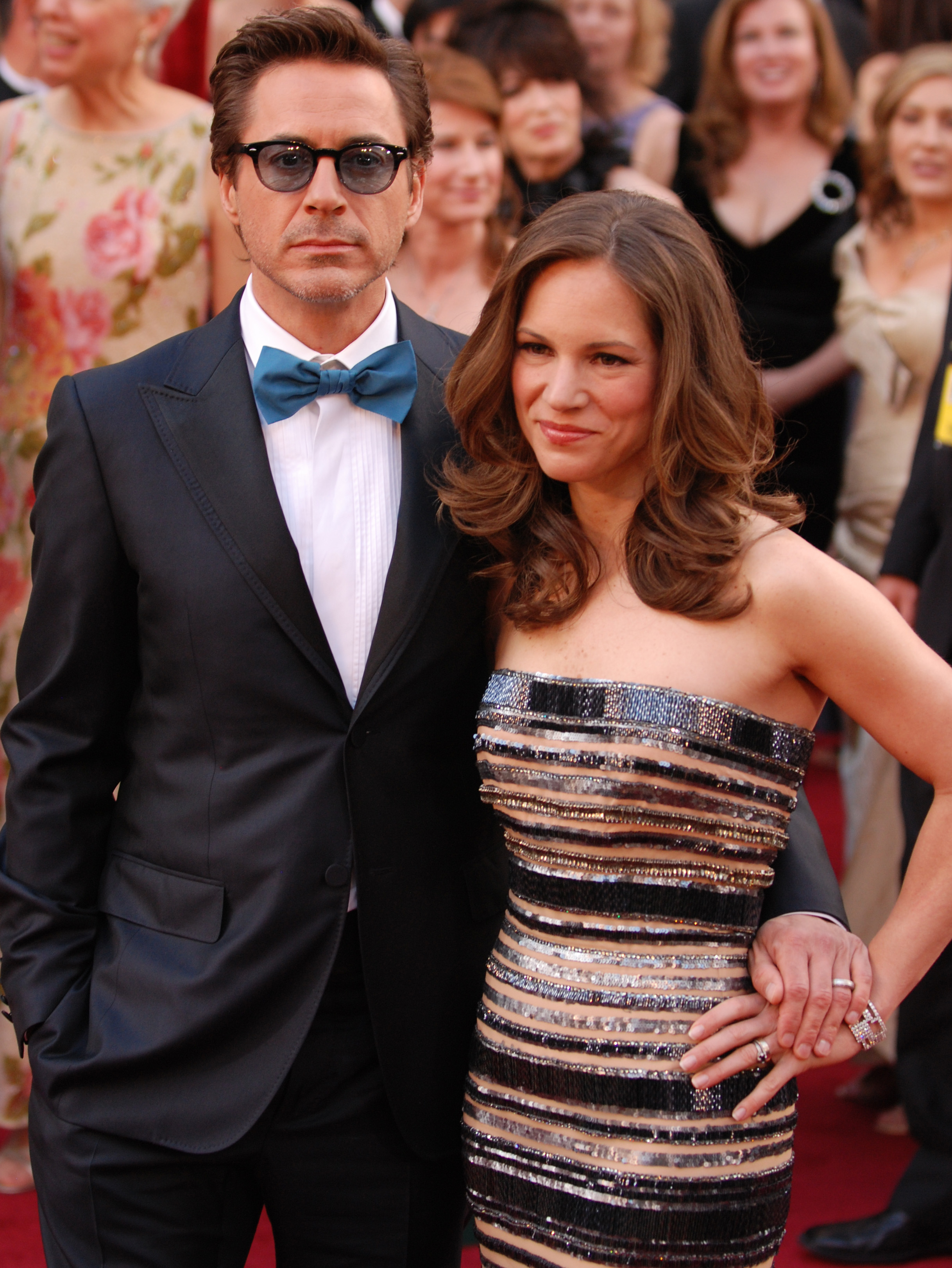
Robert Downey Jr. con la moglie Susan Levin ai premi Oscar 2010

  - 1993 – Candidatura al miglior attore protagonista per Charlot
  - 2009 – Candidatura al miglior attore non protagonista per Tropic Thunder
  - 2024 – Miglior attore non protagonista per Oppenheimer[4]
- Golden Globe
  - 1993 – Candidatura al miglior attore in un film drammatico per Charlot
  - 2001 – Miglior attore non protagonista in una serie per Ally McBeal[31]
  - 2009 – Candidatura al miglior attore non protagonista per Tropic Thunder
  - 2010 – Miglior attore in un film commedia o musicale per Sherlock Holmes[54]
  - 2024 – Miglior attore non protagonista per Oppenheimer[5]
- British Academy Film Award
  - 1993 – Miglior attore protagonista per Charlot
  - 2009 – Candidatura al miglior attore non protagonista per Tropic Thunder
  - 2024 – Miglior attore non protagonista per Oppenheimer[6]
- ALFS Award
  - 1993 – Attore dell'anno
- Chicago International Film Festival
  - 2003 – Premio alla carriera
- Critics' Choice Award
  - 2009 – Candidatura al miglior attore non protagonista per Tropic Thunder
  - 2013 – Candidatura al miglior attore in un film d'azione per The Avengers
  - 2014 – Candidatura al miglior attore in un film d'azione per Iron Man 3
  - 2024 – Miglior attore non protagonista per Oppenheimer[79]
- Empire Award
  - 2009 – Candidatura al miglior attore per Iron Man
  - 2010 – Candidatura al miglior attore per Sherlock Holmes
  - 2013 – Candidatura al miglior attore per The Avengers
- Hasty Pudding Theatricals
  - 2004 – Uomo dell'anno
- Irish Film and Television Award
  - 2010 – Miglior attore internazionale per Sherlock Holmes
- MTV Movie Award
  - 2009 – Candidatura alla migliore performance maschile per Iron Man
  - 2010 – Candidatura al miglior combattimento in coppia con Mark Strong in Sherlock Holmes
  - 2013 – Candidatura alla miglior coppia con Mark Ruffalo per The Avengers
  - 2013 – Candidatura al miglior eroe per The Avengers
  - 2013 – Miglior combattimento per The Avengers
  - 2015 – MTV Generation Award[80][81]
- E! People's Choice Award
  - 2009 – Candidatura all'attore preferito in un film per Iron Man
  - 2009 – Candidatura alla star preferita in un film d'azione per Iron Man
  - 2009 – Candidatura al supereroe preferito per Iron Man
  - 2011 – Candidatura all'attore preferito in un film per Iron Man 2
  - 2011 – Candidatura alla star preferita in un film d'azione per Iron Man 2
  - 2011 – Candidatura al team preferito in un film con Don Cheadle per Iron Man 2
  - 2013 – Attore preferito cinematografico per The Avengers
  - 2013 – Supereroe preferito cinematografico per The Avengers
  - 2013 – Candidatura alla star preferita in un film d'azione per The Avengers
  - 2014 – Candidatura all'attore preferito in un film per Iron Man 3
  - 2014 – Candidatura alla coppia preferita in un film con Gwyneth Paltrow per Iron Man 3
  - 2014 – Attore preferito in un film d'azione per Iron Man 3
  - 2015 – Attore preferito in un film per The Judge
  - 2015 – Attore preferito in un film drammatico per The Judge
  - 2016 – Candidatura all'attore preferito in un film per Avengers: Age of Ultron
  - 2016 – Candidatura all'attore preferito in un film d'azione per Avengers: Age of Ultron
  - 2017 – Attore preferito in un film d'azione per Captain America: Civil War
  - 2017 – Candidatura all'attore preferito in un film per Captain America: Civil War
  - 2018 – Candidatura all'attore preferito in un film per Avengers: Infinity War
  - 2019 – Attore preferito in un film per Avengers: Endgame
- Premio Emmy[82]
  - 2001 – Candidatura al miglior attore non protagonista in una serie comica o commedia per Ally McBeal
  - 2024 - Candidatura al miglior attore non protagonista in una miniserie o film per Il simpatizzante (The Sympathizer)
- Satellite Award
  - 2004 – Candidatura al miglior attore in un film commedia o musicale per The Singing Detective
  - 2005 – Candidatura al miglior attore in un film commedia o musicale per Kiss Kiss Bang Bang
  - 2005 – Candidatura alla miglior canzone originale per Broken in Kiss Kiss Bang Bang
  - 2024 – Candidatura al miglior attore non protagonista per Oppenheimer[83]
- Saturn Award
  - 1994 – Miglior attore per 4 fantasmi per un sogno
  - 2006 – Candidatura al miglior attore per Kiss Kiss Bang Bang
  - 2009 – Miglior attore per Iron Man
  - 2010 – Candidatura al miglior attore per Sherlock Holmes
  - 2011 – Candidatura al miglior attore per Iron Man 2
  - 2014 – Miglior attore per Iron Man 3
  - 2019 – Miglior attore per Avengers: Endgame
  - 2024 – Candidatura al miglior attore non protagonista per Oppenheimer[84]
- Screen Actors Guild Award
  - 2001 – Miglior attore in una serie commedia per Ally McBeal
  - 2001 – Candidatura al miglior cast in una serie commedia per Ally McBeal
  - 2006 – Candidatura al miglior cast cinematografico per Good Night, and Good Luck.
  - 2009 – Candidatura al miglior attore non protagonista per Tropic Thunder
  - 2024 – Miglior attore non protagonista per Oppenheimer[85]
  - 2024 – Miglior cast cinematografico per Oppenheimer[85]
- Screen Idol Award
  - 2001 – Miglior attore maschile per Wonder Boys
- ShoWest Award
  - 2008 – Star maschile dell'anno
- Sitges - Festival internazionale del cinema fantastico della Catalogna
  - 2003 – Miglior attore per The Singing Detective
- Teen Choice Awards
  - 2010 – Candidatura al miglior attore di film d'azione/avventura per Sherlock Holmes
  - 2015 – Candidatura al miglior attore in un film sci-fi/fantasy per Avengers: Age of Ultron[86]
  - 2018 – Miglior attore in un film d'azione per Avengers: Infinity War
  - 2019 – Miglior attore in un film d'azione per Avengers: Endgame

## Doppiatori italiani
Nelle versioni in italiano delle opere in cui ha recitato, Robert Downey Jr. è stato doppiato da:
- Angelo Maggi in Iron Man, L'incredibile Hulk, Tropic Thunder, Il solista, Iron Man 2, The Avengers, Iron Man 3, Avengers: Age of Ultron, Captain America: Civil War, Spider-Man: Homecoming, Avengers: Infinity War, Avengers: Endgame, Dolittle, Oppenheimer, Il simpatizzante
- Sandro Acerbo in La grande promessa, Verdetto finale, Uno strano caso, Bolle di sapone, 4 fantasmi per un sogno, Only You - Amore a prima vista, A casa per le vacanze, Complice la notte, U.S. Marshals - Caccia senza tregua, Black & White, Gothika, Kiss Kiss Bang Bang, Zodiac, Chef - La ricetta perfetta
- Luca Ward in Wonder Boys, Fur - Un ritratto immaginario di Diane Arbus, Sherlock Holmes, Parto col folle, Sherlock Holmes - Gioco di ombre, The Judge
- Massimo Rossi in Al di là di tutti i limiti, Air America (entrambi i doppiaggi), Hail Caesar, Shaggy Dog - Papà che abbaia... non morde, Le regole del gioco
- Mauro Gravina in La donna esplosiva, Danger Zone, Charlie Bartlett
- Stefano Benassi in Restoration - Il peccato e il castigo, Conflitto d'interessi, In Dreams
- Rory Manfredi in A scuola con papà
- Riccardo Rossi in Ehi... ci stai?
- Marco Bolognesi in 1969 - I giorni della rabbia
- Francesco Vairano in Charlot
- Gaetano Varcasia in America oggi
- Loris Loddi in Assassini nati - Natural Born Killers
- Luca Biagini in Riccardo III
- Claudio Beccari in Piscine - Incontri a Beverly Hills
- Giacomo Zito in Ally McBeal
- Giorgio Bonino in Two Girls and a Guy
- Carlo Cosolo in Bowfinger
- Massimo De Ambrosis in The Singing Detective
- Vittorio Guerrieri in Eros
- Sergio Lucchetti in Game 6
- Tony Sansone in Good Night, and Good Luck.
- Pino Insegno in Guida per riconoscere i tuoi santi
- Roberto Pedicini in A Scanner Darkly - Un oscuro scrutare

Da doppiatore è sostituito da:
- Mirko Mazzanti ne I Griffin